# Третье (озеро)
Тре́тье — озеро в Челябинской области, в Красноармейском районе и Копейске, на 5 километров восточнее Челябинска. Административно входит в Козырёвское сельское поселение и в состав города Копейска. Площадь поверхности — 4,12 км². Высота уреза воды — 191 м на уровнем моря. Вода горько-солёная.

## География
Западнее расположены озёра Первое и Второе, восточнее Четвёртое. Севернее проходит автодорога Р254. Ближайшие населённые пункты — посёлки Петровский на северо-западе и Озёрный на восточном берегу. Ближайшая железнодорожная станция — Потанино в одноимённом посёлке.

## Данные водного реестра
По данным государственного водного реестра России Третье относится к Иртышскому бассейновому округу, речной бассейн: Иртыш, речной подбассейн — Тобол, водохозяйственный участок — Миасс от города Челябинск до устья. Код объекта в государственном водном реестре — 14010501011111200008993. Между Третьим и Четвёртым озёрами прорыт самотёчный канал.